# 김병욱 (1965년)
김병욱(金炳旭, 1965년 4월 15일~)은 대한민국의 정치인으로 제20·21대 국회의원이다.

## 학력
- 1984년 배정고등학교 졸업
- 1988년 한양대학교 법과대학 법학 학사
- 1994년 고려대학교 경영대학원 경영학 석사
- 2008년 국민대학교 경영대학원 경영학 박사

## 경력
- 쌍용그룹, 한국증권업협회 근무
- 전국금융산업노동조합 활동
- 성남산업진흥재단 이사
- 성남정책포럼 대표
- 분당구탁구연합회 회장
- 분당구아파트대표자연합회 부회장
- 경제정의실천시민연합 상임집행위원
- 2002: 개혁국민정당 창당발기인
- 2010.03~2011.04: 민주당 경기도당 성남시 분당구 을 지역위원회 위원장
- 2010.03: 국민대학교 겸임교수
- 2010.05~2010.06: 제5회 전국동시지방선거 민주당 이재명 경기 성남시장 후보 선거대책위원회 위원장
- 2010.08~2011.12: 민주당 손학규 대표 정책특보
- 2011.04: 2011년 상반기 재보궐선거 민주당 손학규 경기 성남시 분당구 을 국회의원 후보 선거대책위원회 위원장
- 2012.05~2013.05: 민주통합당 경기도당 성남시 분당구 을 지역위원회 위원장
- 2013.05~2014.03: 민주당 경기도당 성남시 분당구 을 지역위원회 위원장
- 2014.03~2015.12: 새정치민주연합 경기도당 성남시 분당구 을 지역위원회 위원장
- 2015.03: 가천대학교 경영대학 경영학과 겸임교수
- 2015.09~2015.12: 새정치민주연합 중앙당 부대변인
- 2015.12~2016.08: 더불어민주당 중앙당 부대변인
- 2015.12~2025.06: 더불어민주당 경기도당 성남시 분당구 을 지역위원회 위원장
- 2016년 4월 13일: 대한민국 제20대 국회의원 선거 당선(경기 성남시 분당구 을, 더불어민주당, 초선)
- 2016.05~2017.05: 더불어민주당 원내부대표
- 2018.02: 더불어민주당 혁신성장추진위원회 위원
- 2018.05~2019.05: 더불어민주당 원내부대표
- 2019.05~2020.06: 더불어민주당 정책위원회 상임부의장
- 2019.07: 더불어민주당 일본경제침략대책특별위원회 위원
- 2020년 4월 15일: 대한민국 제21대 국회의원 선거 당선(경기 성남시 분당구 을, 더불어민주당, 재선)
- 2020.09: 더불어민주당 코로나19 극복위원회 비대면 경제 TF 단장
- 2020.10: 더불어민주당 자본시장 활성화 특별위원장
- 2021.03: 더불어민주당 신산업 육성 및 경제혁신 TF 위원
- 2021.03: 더불어민주당 공직자 투기 부패근절 TF 위원
- 2021.05~2022.09: 더불어민주당 정책위원회 제3정책조정위원장
- 2021.05: 더불어민주당 자본시장특별위원회 위원장
- 2021.10: 더불어민주당 국민의힘 화천대유 토건비리 진상규명TF 특별위원회 위원장
- 2022.09~2023.03: 더불어민주당 정책위원회 수석부의장
- 2024.01~2024.06: 더불어민주당 경기도당 위원장 직무대행
- 2024.06~2024.08: 더불어민주당 경기도당 위원장
- 2024.09~: 한양대학교 특훈교수
- 2024.12~2025.06: 더불어민주당 중앙당 후원회장
- 2025.06~2025.08: 국정기획위원회 경제1분과 위원
- 2025.06~: 대통령비서실 정무수석비서관실 정무비서관

### 의정 활동
- 2016.05~2020.05: 제20대 국회의원(경기 성남시 분당구 을, 더불어민주당, 초선)
  - 2016.06~2018.05: 제20대 국회 전반기 교육문화체육관광위원회 위원
  - 2017.06~2018.05: 제20대 국회 전반기 예산결산특별위원회 위원
  - 2017.12~2018.05: 제20대 국회 미세먼지 대책 특별위원회 위원
  - 2018.07~2019.05: 제20대 국회 후반기 운영위원회 위원
  - 2018.07~2020.05: 제20대 국회 후반기 정무위원회 위원
- 2020.05~2024.05: 제21대 국회의원(경기 성남시 분당구 을, 더불어민주당, 재선)
  - 2020.06~2022.05: 제21대 국회 전반기 정무위원회 간사
    - 2020.09~2022.05: 제21대 국회 전반기 정무위원회 법안심사제1소위원회 위원장
    - 2020.09~2022.05: 제21대 국회 전반기 정무위원회 법안심사제2소위원회 위원
    - 제21대 국회 전반기 정무위원회 금융그룹감독법에 대한 안건조정위원회 위원장
    - 제21대 국회 전반기 정무위원회 사참위법에 대한 안건조정위원회 위원장
    - 제21대 국회 전반기 정무위원회 공정거래법에 대한 안건조정위원회 위원장

  - 2022.07~2024.05: 제21대 국회 후반기 국토교통위원회 위원
  - 2023.06~2024.05: 제21대 국회 후반기 예산결산특별위원회 위원
  - 2023.06~2023.07: 제21대 국회 대법관(권영준·서경환) 임명동의에 관한 인사청문특별위원회 위원

## 전과
- 2014년 5월 29일 공무집행방해, 상해 혐의로 벌금 300만원이 선고되었다.[2]
- 김병욱은 2013년 2월 경기도 성남시 분당구 수내동의 한 주점에서 술을 마시고 술값을 내지 않고 가려다 종업원들과 시비가 붙었고, 이에 출동한 경찰관 2명에게 "야이 XXX들아. 너희 업주랑 한 편이지? 내가 누군지 알아"라며 폭언하였다. 또한 김모 순경의 멱살을 잡아 흔들고 정모 경사의 턱을 오른쪽 팔꿈치로 때리는 등 폭행하였고, 파출소에 끌려가서도 정모 경사와 파출소에 있던 다른 경찰관들에게 주먹질을 하며 욕설을 하는 등 행패를 부렸다. 2014년 12월 23일 대법원 3부(주심 민일영 대법관)은 벌금 300만원을 선고한 원심판결을 확정했다.[3]

## 의혹
- 이재명 전 성남시장, 유동규 성남도시개발 본부장 등과 같이 정치적인 목적을 두고 리모델링연합회라는 이름을 통해서  같이 활동하였다. 때문에 이재명 전 시장 및 유동규 일당과 부동산 사익을 추구하는 동지라는 의혹이 제기된다.[4]

## 저서
- 2012년 《김병욱, 분당에 서다. 손학규와 함께한 30일 스케치》 ISBN 978-89-89418-51-1

## 역대 선거 결과
|  | 43.12% |

|  | 39.85% |

|  | 47.94% |

|  | 48.86% |

## 소속 정당
| 소속 정당 | 소속 정당      | 소속 기간 | 비고           |
| --------- | -------------- | --------- | -------------- |
|           | 개혁국민정당   | 2002~2003 | 창당 정계 입문 |
|           | 무소속         | 2003      | 탈당           |
|           | 열린우리당     | 2003~2007 | 창당           |
|           | 대통합민주신당 | 2007~2008 | 합당           |
|           | 통합민주당     | 2008      | 합당           |
|           | 민주당         | 2008~2011 | 당명 변경      |
|           | 민주통합당     | 2011~2013 | 합당           |
|           | 민주당         | 2013~2014 | 당명 변경      |
|           | 새정치민주연합 | 2014~2015 | 합당           |
|           | 더불어민주당   | 2015~2025 | 당명 변경      |
|           | 무소속         | 2025~현재 | 탈당           |

## 같이 보기
- 성남시 분당구 을
- 성남시 분당구의 국회의원